# Georg Mohr
Za danskega matematika glejte Georg Mohr (matematik).
Georg Mohr, slovenski šahovski velemojster, šahovski trener in šahovski publicist, * 2. februar 1965, Maribor.
Mohr je velemojster od leta 1997, njegov rating je 2511. Bil je član slovenske olimpijske ekipe v letih 1992, 1994, 1996, 1998 in 2000. Od 36. olimpijade leta 2004 dalje pa je selektor moške olimpijske ekipe.
Kot publicist ureja mesečnik Šahovska misel in piše šahovske kolumne v dnevno časopisje.

## Dosežki
- 3. mesto - Državno prvenstvo za člane 1998
- 3. mesto - Državno prvenstvo za člane 1996
- 3. mesto - Državno prvenstvo za člane 1994